# Jean-Charles della Faille
Jean-Charles della Faille (ou Jan-Karel della Faille; Antuérpia, 1 de março de 1597 – Barcelona, 4 de novembro de 1652) foi um padre jesuíta do Ducado de Brabante flamengo e matemático de renome.

## Carreira

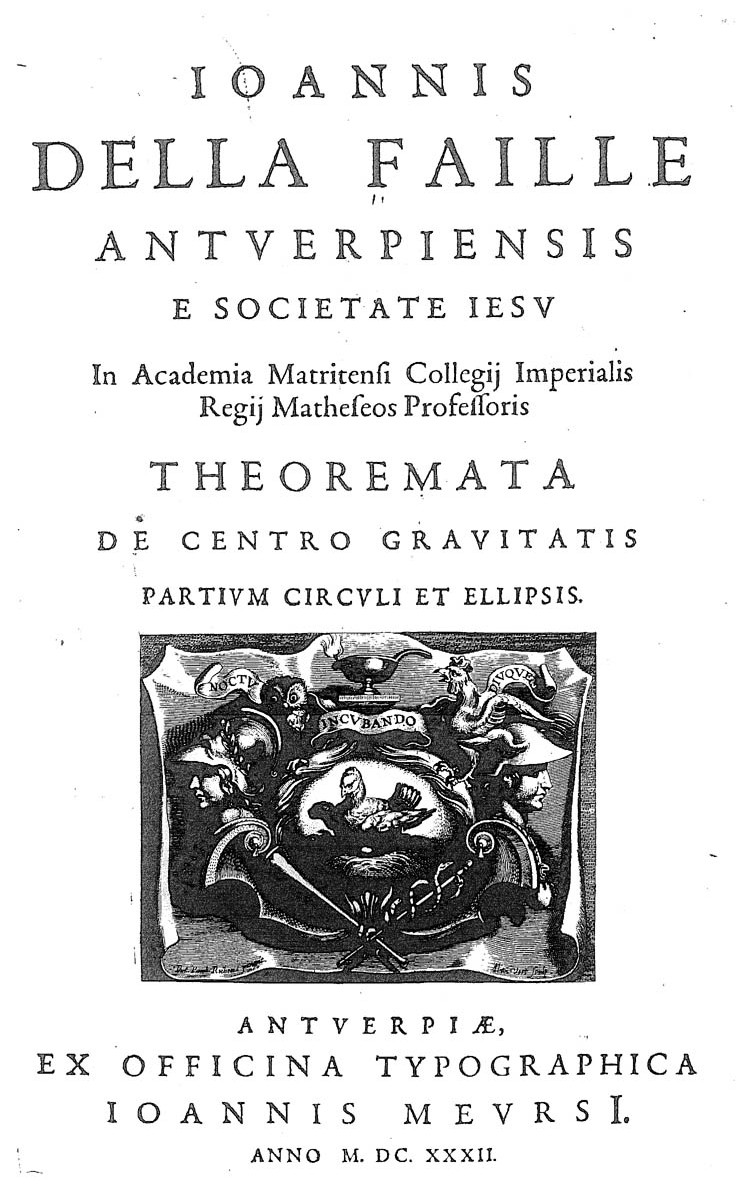
Theoremata de centro gravitatis partium circulis et ellipsis, 1632

Nasceu em Antuérpia, na época parte do Império Espanhol. Foi educado na escola jesuíta fundada por François d'Aguilon, e juntou-se à ordem jesuíta em 1613. Foi então para um colégio jesuíta em Mechelen por dois anos. Retornou depois para Antuérpia onde, como um dos melhores estudantes de matemática de Grégoire de Saint-Vincent, tornou-se também seu discípulo. Em 1620 foi para Dole, também parte do Império Espanhol, para ensinar matemática e aprender teologia, em vista de ser ordenado sacerdote. A ordenação ocorreu em 10 de abril de 1621.
De 1626 a 1628 lecionou matemática no escolasticado jesuíta de Louvain, antes de ser nomeado para o Colégio Imperial de Madrid, onde aconselhou Filipe IV, rei da Espanha, em questões militares, especialmente fortificações, e também ensinou matemática.
Seu livro mais famoso é Theoremata de centro gravitatis partium circuli et ellipsis (1632), no qual determinou pela primeira vez o centro de gravidade de um setor circular. A pedido da família della Faille, o pintor flamengo Antoon van Dyck pintou um retrato do matemático em 1629. O retrato mostra o matemático em sua roupa jesuíta com um conjunto de ferramentas (incluindo um compasso, uma régua T e um globo).